# Torre PwC
De Torre PwC is een kantoorgebouw in de Spaanse hoofdstad Madrid. De wolkenkrabber kreeg zijn huidige naam in 2011 na de ondertekening van het huurcontract met PricewaterhouseCoopers. Voor die datum ging het om de Torre Sacyr Vallehermoso.
Het staat met een hoogte van 236 meter op de lijst van hoogste gebouwen van Europa. Het gebouw telt 52 verdiepingen en werd in 2008 voltooid. De architecten waren Carlos Rubio en Enrique Álvarez.
Het herbergt het vijfsterrenhotel Eurostars Madrid Tower, dat 60% van de toren beslaat, met kamers tussen de verdiepingen 6 en 27 en op de hoogste verdiepingen de restaurants van het hotel gespreid over twee verdiepingen met een panoramisch uitzicht over de stad. De professionele dienstverlener PricewaterhouseCoopers (PwC) verhuisde in juli 2011 zijn kantoren in de hoofdstad (waar 2.500 werknemers actief waren) naar dit gebouw en nam zeventien verdiepingen in beslag, van verdieping 34 tot verdieping 50, die op dat moment leegstonden. Op dezelfde datum werd het PwC-logo bovenaan het gebouw gemonteerd en werd het het hoogste logo in Spanje, geïnstalleerd op bijna 236 meter hoogte. Alle kantoorverdiepingen hebben dezelfde oppervlakte van 1.258,23 m² en zijn verdeeld in drie sectoren of segmenten. Verdiepingen 51-58 zijn bedoeld voor algemene voorzieningen en uitrusting van de toren.
Het bouwwerk is onderdeel van de zakenwijk Área de negocios de Cuatro Torres, opgebouwd met eerst vier, later vijf kantoortorens. De vier eerste torens zijn de vier hoogste bouwwerken van Spanje, de in 2020 toegevoegde toren moet nog twee andere bouwwerken voorlaten, en was in 2021 het op zes na hoogste gebouw van Spanje. De hoogte van de torens zijn 250 meter voor de Torre Cepsa, het hoogste gebouw van Spanje, 249 meter voor de Torre de Cristal, dan 236 meter voor de Torre PwC, 224 meter voor de Torre Emperador Castellana en 181 meter voor de Caleido, afgewerkt in 2020 en ook gekend als de Quinta Torre. De zakenwijk ligt aan de belangrijke verkeersas Paseo de la Castellana in het noordelijk Madrileens district Fuencarral-El Pardo, op de grens met het district Chamartín.